# Megachile coquimbensis
Megachile coquimbensis är en biart som beskrevs av Ruiz 1938. Megachile coquimbensis ingår i släktet tapetserarbin, och familjen buksamlarbin. Inga underarter finns listade i Catalogue of Life.